# 卡普格拉综合征
卡普格拉综合症（英語：Capgras delusion），又稱凱卜葛拉斯症、替身綜合症，是一种妄想症，患者不能正确识别人物或者对象，认为这些都是冒名顶替的。

## 历史
卡普格拉综合症被命名于1923年，法国心理医生约瑟夫·卡普格拉首次在和让·雷沃尔-拉肖（Jean Reboul-Lachaux）合作的报告中描述了这一症状。

## 症状
卡普格拉综合症患者没有正常的情绪反应，认为过去熟悉的人或物是冒名顶替的，仅仅看上去像过去那样。有时候患者认为自己的房子，甚至自己，也是另外一个不真实的对象。
患者可能挑剔他的父亲，“我知道你看上去很像我的父亲，但你不是，因为他开车没有这么快”。

## 假说
西格蒙德·弗洛伊德认为，卡普格拉综合症主要由于患者幼年强烈的恋母情结，同时有对父亲的怨恨，这些感情贯穿整个童年，而头部受到打击后，这些情感浮现于表面，于是患者发现他受到吸引的是他的母亲，然而不能承认这点，因而他的母亲只能是个冒牌货。然而研究表明，卡普格拉综合症不仅对人，且不仅发生于男性（女性患病比例是男性1.5倍），因此事实应处于更复杂的基础。
脸盲症患者可以识别人脸部分，但不能将识别的部分组合起来。鲍尔1984年的一项研究表明，即使表意识中人脸识别受损，患者的条件表明仍可自主识别熟悉的面孔（由皮肤电反应测试），这表明在人脸识别中的途径主要有两个，意识和无意识。卡普格拉综合症可能是脸盲症的另一面，即无法产生正确的情感信号，也就是无意识识别过程受损。神經科學家拉玛钱德朗在他的著作《大脑的幻象》中认为，可能是产生情感反应的杏仁核和負責辨識面孔的颞叶断开了连接；可以認得出人，卻無法產生必要的情感反應，因此只能以對方冒名頂替來合理化。

## 外部連結
- An Impostor in the Family（页面存档备份，存于） on damninteresting.com（页面存档备份，存于）
- "Former Second City colleagues offer support at Rosato trial"（页面存档备份，存于）
- When a "Duplicate" Family Moves In（页面存档备份，存于）—Article in The New York Times Magazine by Carol W. Berman, MD.